# Solbjerg Sogn (Kalundborg Kommune)
 For alternative betydninger, se Solbjerg Sogn. (Se også artikler, som begynder med Solbjerg Sogn)
Solbjerg Sogn er et sogn i Kalundborg Provsti (Roskilde Stift).
I 1800-tallet var Solbjerg Sogn anneks til Ørslev Sogn. Begge sogne hørte til Løve Herred i Holbæk Amt. Ørslev-Solbjerg sognekommune indgik i 1966 - 4 år før kommunalreformen i 1970 - i Høng Kommune, der ved strukturreformen i 2007 indgik i Kalundborg Kommune.
I Solbjerg Sogn findes Solbjerg Kirke.
I sognet findes følgende autoriserede stednavne:
- Hammeldrup (bebyggelse, ejerlav)
- Hedebogårde (bebyggelse)
- Solbjerg (bebyggelse)
- Solbjerg By (bebyggelse, ejerlav)
- Solbjerg Råmose (bebyggelse)
- Solbjerggård (ejerlav, landbrugsejendom)